# Richard Wolf (Wehrmacht)
Pour les articles homonymes, voir Wolf.
Richard Wolf (né le 18 mars 1894 à Simmern/Hunsrück, mort le 9 mai 1972 à Nuremberg) est un colonel allemand de la Wehrmacht. À la fin de la Seconde Guerre mondiale, il est le commandant de la défense des villes de Wurtzbourg et de Nuremberg.

## Biographie
Au cours de sa participation à la Première Guerre mondiale, Wolf est promu lieutenant de la réserve dans le 70e régiment d'infanterie et réactivé après sa libération du service militaire après la guerre jusqu'en 1936 comme capitaine d'un régiment d'infanterie.
Après sa participation à la bataille de France, il est promu major en octobre 1940 et participe à la campagne de Russie comme commandant du troisième bataillon du 208e régiment d'infanterie de la 79e division d'infanterie. Le 1er avril 1942, Richard Wolf est promu lieutenant-colonel, le 1er décembre 1942, colonel. Du 9 mars 1942 jusqu'à sa sévère blessure à Stalingrad le 23 décembre 1942, il commande le 208e régiment d'infanterie. Après son rétablissement, Richard Wolf dirige différentes brigades.
Le 20 janvier 1943, il reçoit la croix de chevalier de la croix de fer.
Wolf est notamment commandant de combat dans la défense des villes de Würzburg entre le 31 mars au 6 avril 1945  et à Nuremberg à partir du 15 avril 1945 contre les forces américaines ; il reçoit à cette occasion la croix de chevalier avec feuilles de chêne. Il est capturé après la bataille de Nuremberg le matin du 21 avril 1945 par des soldats américains après avoir ordonné la veille la cessation des opérations de combat.
Sa participation à la défense des deux grandes villes de Franconie, où il a la réputation d'un commandant sans scrupules, conduit du côté allemand à environ 1 000 victimes civiles et militaires à Würzburg et 700 à Nuremberg. Du côté des États-Unis, 300 soldats tombent dans la conquête de Würzburg et 130 à Nuremberg.